# Landkreis Coburg
Landkreis Coburg is een Landkreis in de Duitse deelstaat Beieren. De Landkreis telt 86.571 inwoners (31 december 2020) op een oppervlakte van 590,47 km². Het bestuur zetelt in de stad Coburg, die als kreisfreie Stadt zelf geen deel uitmaakt van de Landkreis.

## Indeling
Landkreis Coburg is opgebouwd uit 17 gemeenten, waarvan vier de status stad hebben. Daarnaast zijn drie kleine gebieden niet gemeentelijk ingedeeld. Het bestuur zetelt in de stad Coburg, die zelf, als Kreisfreie Stadt, geen deel uitmaakt van het Landkreis.
Steden
1. Bad Rodach
2. Neustadt bei Coburg
3. Rödental
4. Seßlach

Overige gemeenten
1. Ahorn
2. Dörfles-Esbach
3. Ebersdorf bei Coburg
4. Großheirath
5. Grub am Forst
6. Itzgrund
7. Lautertal
8. Meeder
9. Niederfüllbach
10. Sonnefeld
11. Untersiemau
12. Weidhausen bei Coburg
13. Weitramsdorf

 Niet gemeentelijk ingedeeld 
1. Callenberger Forst-West (2,32 km²)
2. Gellnhausen (2,80 km²)
3. Köllnholz (0,90 km²)

Aichach-Friedberg · Altötting · Amberg · Amberg-Sulzbach · Ansbach (stad) · Landkreis Ansbach · Aschaffenburg (stad) · Landkreis Aschaffenburg · Augsburg (stad) · Landkreis Augsburg · Bad Kissingen · Bad Tölz-Wolfratshausen · Bamberg (stad) · Landkreis Bamberg · Bayreuth (stad) · Landkreis Bayreuth · Berchtesgadener Land · Cham · Coburg (stad) · Landkreis Coburg · Dachau · Deggendorf · Dillingen an der Donau · Dingolfing Landau · Donau-Ries · Ebersberg · Eichstätt · Erding · Erlangen · Erlangen-Höchstadt · Forchheim · Freising · Feyung-Grafenau · Fürstenfeldbruck · Fürth (stad) · Landkreis Fürth · Garmisch-Partenkirchen · Günzburg · Haßberge · Hof (stad) · Landkreis Hof · Ingolstadt · Kaufbeuren · Kelheim · Kempten im Allgäu · Kitzingen · Kronach · Kulmbach · Landsberg am Lech · Landshut (stad) · Landkreis Landshut · Lichtenfels · Lindau · Main-Spessart · Memmingen · Miesbach · Miltenberg · Mühldorf am Inn · München · Landkreis München · Neuburg-Schrobenhausen · Neumarkt in der Oberpfalz · Neurenberg · Neustadt an der Aisch-Bad Windsheim · Neustadt an der Waldnaab · Neu-Ulm · Nürnberger Land · Oberallgäu · Ostallgäu · Passau (stad) · Landkreis Passau · Pfaffenhofen an der Ilm · Regen · Regensburg (stad) · Landkreis Regensburg · Rhön-Grabfeld · Rosenheim (stad) · Landkreis Rosenheim · Roth · Rottal-Inn · Schwabach · Schwandorf · Schweinfurt (stad) · Landkreis Schweinfurt · Starnberg · Straubing · Straubing-Bogen · Tirschenreuth · Traunstein · Unterallgäu · Weiden in der Oberpfalz · Weilheim-Schongau · Weißenburg-Gunzenhausen · Wunsiedel im Fichtelgebirge · Würzburg (stad) · Landkreis Würzburg
Ahorn ·
Bad Rodach ·
Dörfles-Esbach ·
Ebersdorf bei Coburg ·
Großheirath ·
Grub am Forst ·
Itzgrund ·
Lautertal ·
Meeder ·
Neustadt bei Coburg ·
Niederfüllbach ·
Rödental ·
Seßlach ·
Sonnefeld ·
Untersiemau ·
Weidhausen bei Coburg ·
Weitramsdorf